# Amphineurus patya
Amphineurus (Amphineurus) patya là một loài ruồi trong họ Limoniidae. Chúng phân bố ở miền Australasia.